# باول هيلتون
باول هيلتون (بالإنجليزية: Paul Hilton)‏ (8 أكتوبر 1959 بأولدهام في المملكة المتحدة - ) هو لاعب كرة قدم بريطاني في مركز الدفاع. لعب مع نادي بوري ووست هام يونايتد.

## وصلات خارجية
- باول هيلتون على موقع قاعدة بيانات كرة القدم.إي يو (الإنجليزية)